# Soufiane El Bakkali
Soufiane El Bakkali, född 7 januari 1996 i Fes, är en marockansk friidrottare.

## Karriär
El Bakkali blev olympisk guldmedaljör på 3 000 meter hinder vid olympiska sommarspelen 2020 i Tokyo. Han blev då den första friidrottaren som inte var från Kenya att vinna grenen sedan Bronisław Malinowski från Polen vann vid OS 1980 i Moskva. El Bakkali tävlade även på 1 500 meter, där han blev utslagen i försöksheatet. Vid OS 2024 försvarade han titeln på 3 000 meter hinder.